# Alexandr (Toropov)
Alexandr (světským jménem: Alexej Alexandrovič Toropov; 13. října 1861, Iljinskoje – 22. října 1937, Lipeck) byl ruský duchovní Ruské pravoslavné církve, biskup rybinský a vikář jaroslavské eparchie.

## Život
Narodil se 13. října 1861 ve vesnici Iljinskoje v Jaroslavské gubernii.
Roku 1883 dokončil Jaroslavský duchovní seminář a roku 1887 Moskevskou duchovní akademii. Oženil se. 
Stal se učitelem na Žirovickém duchovním učilišti grodněnské eparchie a následně na Jaroslavském duchovním semináři. Ovdověl.
Od října 1919 do září 1924 byl asistentem účetního Jaroslavské státní univerzity a pracovníkem na středních školách.
Dne 26. června 1929 byl v chrámu svatého Trifona v Moskvě rukopoložen na diákona a 28. června na jereje. Světitelem byl metropolita Sergij (Stragorodskij).
Dne 12. září 1929 byl postřižen na monacha se jménem Alexandr a ustanoven představeným Borisoglebského monastýru v Toržoku v hodnosti archimandrity.
Dne 24. července 1932 byl jmenován biskupem kiněšemským a vikářem kostromské eparchie. Dne 21. září proběhla v chrámu Narození přesvaté Bohorodice v Moskvě jeho biskupská chirotonie. Světiteli byli metropolita nižněnovgorodský Sergij (Stragorodskij), metropolita starorusský Alexij (Simanskij) a arcibiskup dmitrovský Pitirim (Krylov).
Dne 26. srpna 1935 byl ustanoven biskupem jurjevo-polským ale na novou katedru nenastoupil, jelikož byl následně jmenován biskupem skopinským a vikářem rjazaňské eparchie.
Od 24. září 1935 byl biskupem lipeckým a vikářem orelské eparchie.
Od 13. listopadu 1935 do 23. ledna 1936 dočasně spravoval voroněžskou eparchii.
Dne 20. února 1936 byl jmenován biskupem rybinským a vikářem jaroslavské eparchie.
Dne 27. července 1937 byl zatčen a uvězněn ve vězení v Lipecku.
Dne 15. října 1937 byl Trojkou NKVD odsouzen k trestu smrti. Rozsudek byl vykonán 22. října. Dne 17. září 1960 byl prezidiem Lipeckého oblastního soudu rehabilitován.